# Ángel Vicioso
Ángel Vicioso Arcos (Alhama de Aragón, 13 april 1977) is een Spaans voormalig wielrenner die in 2017 zijn carrière afsloot bij Team Katjoesja Alpecin.

## Carrière
Vicioso werd beroepswielrenner in 1999 bij Kelme-Costa Blanca, waar hij zich ontpopte als een vrij goede sprinter. Tijdens zijn tweede profjaar werd hij eerste in een etappe in de Ronde van Italië, maar wegens onreglementair sprinten werd hij gedeclasseerd. Vicioso won tijdens zijn vier jaar bij Kelme zes wedstrijden, waaronder de Klasika Primavera en tweemaal de Grote Prijs Miguel Indurain. Hierna verliet Vicioso zijn ploeg om voor ONCE te gaan rijden. Hier bleek dat Vicioso ook behoorlijk kon tijdrijden en een graag geziene helper in zijn ploeg was. In zijn eerste jaar bij ONCE won hij etappes in de Ronde van het Baskenland en de Ronde van Catalonië. Een jaar later, toen zijn ploeg inmiddels Liberty Seguros was gaan heten, won hij twee etappes in de Euskal Bizikleta, iets dat hij in 2005 herhaalde.
Eind december 2010 berichtten diverse media over het feit dat Vicioso gestopt zou zijn met wielrennen en priester zou gaan worden, maar dit bleek een grap te zijn. In 2011 reed Vicioso in Italië, bij Androni Giocattoli. In dat jaar behaalde hij ook zijn eerste overwinning in een grote ronde: Vicioso won de derde etappe in de Ronde van Italië. De zege werd echter overschaduwd door het dodelijk ongeval van Wouter Weylandt.

## Belangrijkste overwinningen
2001
GP Miguel Indurain
4e etappe Ronde van Alentejo
2002
Klasika Primavera
GP Miguel Indurain
2003
2e etappe Ronde van het Baskenland
2004
3e en 4e etappe deel B Euskal Bizikleta
2005
1e en 4e etappe deel A Euskal Bizikleta
2006
4e etappe Ronde van Zwitserland
2007
3e etappe Ronde van het Baskenland
1e etappe Ronde van Asturië
1e en 3e etappe Ronde van Madrid
2008
1e en 2e etappe deel B Ronde van Asturië
Eindklassement Ronde van Asturië
2e etappe Ronde van Madrid
2009
6e etappe Ronde van Asturië
2010
GP Llodio
Ronde van La Rioja
2e etappe Ronde van Asturië
2011
1e etappe deel B Internationale Wielerweek (ploegentijdrit)
GP Industria & Artigianato-Larciano
3e etappe Ronde van Italië
2015
Grote Prijs Miguel Indurain
Proloog Ronde van Oostenrijk (ploegentijdrit)

## Resultaten in voornaamste wedstrijden
| Jaar | Ronde van Italië | Ronde van Frankrijk | Ronde van Spanje |
| ---- | ---------------- | ------------------- | ---------------- |
| 2000 | 72e              |                     |                  |
| 2001 |                  |                     | 52e              |
| 2002 | 50e              |                     |                  |
| 2003 |                  | opgave              | 67e              |
| 2004 |                  | opgave              |                  |
| 2005 |                  | 64e                 | 47e              |
| 2006 |                  |                     |                  |
| 2007 |                  |                     |                  |
| 2008 |                  |                     |                  |
| 2009 |                  |                     |                  |
| 2010 |                  |                     |                  |
| 2011 | 70e (1)          |                     |                  |
| 2012 | 69e              |                     | 95e              |
| 2013 | opgave           |                     |                  |
| 2014 | opgave           |                     |                  |
| 2015 |                  |                     | 103e             |
| 2016 |                  | 129e                |                  |
| 2017 |                  |                     |                  |

| Jaar | Milaan-San Remo | Amstel Gold Race | Luik-Bast.‑Luik | Ronde van Lombardije | Waalse Pijl |  | WK op de weg |  | Wereldranglijsten |
| ---- | --------------- | ---------------- | --------------- | -------------------- | ----------- |  | ------------ |  | ----------------- |
| 2000 |                 | 32e              |                 |                      |             |  |              |  |                   |
| 2001 |                 |                  |                 |                      |             |  | 23e          |  |                   |
| 2002 | 138e            | 75e              | 98e             |                      | 21e         |  |              |  |                   |
| 2003 | 45e             | 9e               | 25e             | 16e                  | 27e         |  |              |  |                   |
| 2004 | 61e             | 51e              | 10e             |                      | 37e         |  |              |  |                   |
| 2005 | 63e             | 42e              | 10e             | opgave               | 6e          |  |              |  | 78e (UPT)         |
| 2006 | 87e             | 81e              | 81e             |                      | 34e         |  |              |  | 71e (UPT)         |
| 2007 |                 |                  |                 |                      |             |  |              |  |                   |
| 2008 |                 |                  |                 |                      |             |  |              |  |                   |
| 2009 |                 |                  |                 |                      |             |  |              |  |                   |
| 2010 |                 |                  |                 |                      |             |  |              |  |                   |
| 2011 | 87e             |                  |                 |                      |             |  |              |  |                   |
| 2012 | 38e             | opgave           | 79e             |                      | 85e         |  |              |  | 188e (UWT)        |
| 2013 | 22e             | opgave           | 79e             | opgave               | 78e         |  |              |  | 144e (UWT)        |
| 2014 | opgave          | 64e              | 50e             |                      | 73e         |  |              |  |                   |
| 2015 |                 |                  |                 | opgave               |             |  |              |  |                   |
| 2016 | 76e             | 97e              | 144e            | opgave               | 88e         |  |              |  |                   |
| 2017 |                 | 77e              | 115e            | opgave               | 109e        |  |              |  | 394e (UWT)        |

## Ploegen
- 1999 –  Kelme-Costa Blanca
- 2000 –  Kelme-Costa Blanca
- 2001 –  Kelme-Costa Blanca
- 2002 –  Kelme-Costa Blanca
- 2003 –  ONCE-Eroski
- 2004 –  Liberty Seguros
- 2005 –  Liberty Seguros-Würth Team
- 2006 –  Astana-Würth Team [a]
- 2007 –  Relax-GAM
- 2008 –  LA-MSS
- 2009 –  Andalucía-Cajasur
- 2010 –  Andalucía-Cajasur
- 2011 –  Androni Giocattoli-C.I.P.I. [b]
- 2012 –  Katjoesja Team
- 2013 –  Katjoesja
- 2014 –  Team Katjoesja
- 2015 –  Team Katjoesja
- 2016 –  Team Katjoesja
- 2017 –  Team Katjoesja Alpecin

1. ↑  Tot eind mei heette de ploeg Liberty Seguros-Würth, maar na het wegvallen van Liberty Seguros en het aantrekken van Astana als sponsor, werd de naam meerdere malen gewijzigd.
2. ↑  Tot mei heette de ploeg Androni Giocattoli, maar na het aantrekken van C.I.P.I. als cosponsor werd de naam veranderd.